# Barbifrontia hemileucella
Barbifrontia hemileucella är en fjärilsart som beskrevs av George Francis Hampson 1901. Barbifrontia hemileucella ingår i släktet Barbifrontia och familjen mott. Inga underarter finns listade i Catalogue of Life.